# 马雪阳
马雪阳（1986年9月30日—），四川成都人，中国大陆男歌手、演员、词曲作家，至上励合成员，毕业于四川音乐学院小提琴专业。

## 经历
2007年，马雪阳参加湖南卫视音乐选秀节目《2007快乐男声》，入围成都赛区十强。2008年，以偶像男团至上励合成员身份出道，发行首张团体专辑《降临》。2011年，随组合参加山东卫视音乐节目《歌声传奇》。2013年，出演电影《爱情幸运星之打望》。
2019年，参加腾讯视频偶像男团竞演养成类真人秀节目《创造营2019》。2020年1月，发布首支个人单曲《我唱》。同年，参加浙江卫视音乐竞演节目《天赐的声音》第一季。